# Stříbrnice (ort i Tjeckien, Zlín)
Stříbrnice är en ort i Tjeckien.   Den ligger i distriktet Okres Uherské Hradiště och regionen Zlín, i den östra delen av landet, 240 km sydost om huvudstaden Prag. Stříbrnice ligger 234 meter över havet och antalet invånare är 414.
Terrängen runt Stříbrnice är platt åt sydost, men åt nordväst är den kuperad. Runt Stříbrnice är det ganska tätbefolkat, med 179 invånare per kvadratkilometer. Närmaste större samhälle är Uherské Hradiště, 11,2 km öster om Stříbrnice. Trakten runt Stříbrnice består till största delen av jordbruksmark.